# Carrusel (telenovela)
Carrusel es una telenovela mexicana producida por Valentín Pimstein para Televisa en 1989. Se trata de la adaptación de la telenovela infantil argentina Señorita maestra, la cual a su vez se basó en la original también argentina Jacinta Pichimahuida, todas creaciones de Abel Santa Cruz. La adaptación para México fue realizada por Claudia Esther O'Brien y Lei Quintana, bajo la supervisión de Abel Santa Cruz.

## Argumento
Abarca la vida cotidiana de un grupo de niños estudiantes de una escuela primaria mexicana ("Escuela Mundial") y las relaciones de estos últimos con su profesora, la maestra Ximena. En la novela, se tocan varios temas acerca de la vida, además de resaltar valores como el amor, la confianza y la amistad. Uno de los temas expuestos en la novela es de las diferencias entre las clases altas y bajas de la sociedad mexicana -especialmente como se ve en una relación romántica entre Cirilo, un niño negro pobre, y una niña rica malcriada, María Joaquina Villaseñor-. También se caracteriza por representar cada una de las personalidades infantiles, entre ellas resaltan el bromista, la traviesa, la romántica, el niño bueno, la niña sensible, el estudioso, el desordenado, la presumida, la estadounidense, el oriental, etc.

## Personajes

### Maestra Ximena Fernández
La maestra Ximena (Gabriela Rivero) es algo así como la encarnación de todo lo que es bueno. Era profesora, amiga y madre para sus alumnos. De trato amable y enorme paciencia, la profesora era amada por todos. La maestra Ximena es de las pocas protagonistas femeninas en la historia de la telenovela en no tener un interés amoroso más que el de su madre y sus alumnos. En una serie de episodios, la maestra sale de vacaciones y deja su lugar a otra que, al principio es rechazada por los alumnos, hasta que estos entienden la necesidad de su maestra de ir a su pueblo natal. Después, los alumnos vuelcan todo su amor cuando Ximena y su madre sufren un terrible accidente al regresar. Cuando termina el periodo escolar, la directora opta por darle otro grupo, pero a insistencia de los alumnos, termina dando el siguiente curso escolar a su mismo grupo, para alegría de todos. Su personaje volvería a ser visto en la telenovela pedagógica Carrusel de las Américas.

### Cirilo Rivera
Cirilo (Pedro Javier Vivero) es el único niño de raza negra del salón. Es hijo de un humilde carpintero y una ama de casa que lo adoran hasta más no poder. Cirilo es un niño muy bueno, inocente e ingenuo, siendo reiteradamente víctima de las bromas de sus demás compañeros, especialmente de Pablo Guerra, quien siempre le está haciendo bromas pesadas. Cirilo también está profundamente enamorado de María Joaquina, pero ella siempre lo rechaza, ya que no lo considera de su color ni de su clase social, para ser amigo de ella. Su frase característica es "¡No, yo decía!"

### María Joaquina Villaseñor
María Joaquina (Ludwika Paleta) es una niña rica, hija de un renombrado y prestigioso médico (el Dr. Miguel Villaseñor). Hermosa y egoísta, pasa por alto a sus compañeros, pero con el tiempo aprende a valorar las cosas importantes en la vida. Una de las lecciones que la clase le da es aplicarle la ley del hielo por los maltratos constantes a varios niños, pero en especial, a Cirilo, haciéndola caer en una depresión que le hace entender que sus compañeros también tienen sentimientos. En la trama, fue secuestrada, pero rescatada por sus amigos y un enamorado y fiel Cirilo. Al final de la novela, se ve forzada a besar a Cirilo, tras ganarle a Jorge del Salto en una dramática carrera de miniautos y también tiene 2 primas que son como ella y presume mucho.

### Laura Quiñones
Laura (Hilda Chávez), una gordita comelona y romántica. Se pasaba el día con un gran emparedado en la mano, y nunca perdía la oportunidad de soltar un suspiro y decir ¡Eso es tan romántico!, o también ¡Tú eres muy antirromántico! En una parte de la trama, a Laura le hacen creer que Daniel siente amor por ella, pero Daniel libra la broma haciéndole notar que no la ama, pero si le tiene mucho afecto. En otra, es intoxicada, junto con Cirilo, con unas calcomanías contaminadas con alucinógenos que fueron entregadas por narcotraficantes. Y finalmente, en otra ocasión, echa a perder una de las mejores bromas de Jaime y Pablo, provocando la expulsión de Jaime, cuando cambia unos cigarros de chocolate por unos reales, de manera consciente para vengarse de una broma que Jaime le hizo anteriormente.

### Kokimoto Mishima
Kokimoto es un niño de origen japonés y el único de raza oriental en el colegio. Siempre con su cinta de karate amarrada a la cabeza, fue uno de los secuaces guardaespaldas de Pablo Guerra en los primeros capítulos y más tarde fue sustituido en el papel de brazo derecho de Pablo por Mario Ayala. 
Su frase característica es "¡¡¡¡yyyaaaaa yyyyaaaaaa!!" (grito de pelea usado por los karatekas).

### Bibi Smith
Bibi (Karin Nisenbaum) es una niña de origen estadounidense, es una niña educada y gentil, muy amiga de Valeria, Carmen, Alicia, Laura, María Joaquina, etc. Ella habla el español de forma imperfecta, puesto que su idioma nativo es el inglés.

### David Ravinovich
David (Joseph Birch) es un estudiante judío, con rostro angelical y cabello rubio rizado. El pequeño David no pierde el tiempo con las niñas, llegando a enamorarse de Valeria, una de sus compañeras de clase. El punto culminante de la actuación del joven semita se aprecia cuando tuvo que sacrificar a su amada mascota, una tortuga, para hacer una sopa y poder curar al portero Fermín de una fuerte gripe. Una vez curado el portero, la maestra Ximena dijo que una sopa de tortuga podría incluso resucitar a los muertos. No dudo nunca en ayudar a Valeria, incluso cuando ella sin querer tira el contenido de un tintero y él se echa la culpa. También reza mucho por ella cuando sufre un accidente que la deja en el hospital. Curiosamente, se muestran varios de los diferentes estereotipos de los judíos en su personaje como el uso de la kippá (el gorrito usado por los judíos), las lecciones del Torah y la discriminación de su madre por Valeria, al no ser judía.

### Valeria Ferrer
Valeria (Kristel Klitbo) es la novia de David. Es una niña de carácter alegre y bromista que ayuda a los demás pero no puede evitar hacer bromas, aunque nunca pesadas como las que hace Pablo Guerra.  A pesar de ello, Valeria es capaz de sacrificarse por quienes más quiere.  Ella sufre por todo lo que le ocurre a la maestra Ximena y por su problema de pobreza, en algún momento de la historia. Aunque hace muchas bromas, también se trata de una niña bastante sensible y cariñosa. En el momento más extremo de su pobreza, cuando su padre perdió su puesto de trabajo, cosía ropa para muñecas durante la noche para tratar de venderla en la escuela. En las mañanas se veía somnolienta por trasnocharse y constantemente reprendida por los miembros de su familia, quienes desconocían de su buena acción.

### Jaime Palillo
Jaime (Jorge Granillo) es un niño robusto y regordete, tosco y algo torpe, pero a la vez muy valiente al dar la cara y defender a sus amigos, especialmente a Cirilo. Su complicación más grande son las materias de la escuela. Es poco destacado en los estudios pero después de todo llega a tener algún reconocimiento. Su padre el señor Palillo es un mecánico humilde de un carácter fuerte y tosco, que en una ocasión se sintió defraudado de su hijo al enterarse de su pobre desempeño escolar cuando lo comparó con el de Jorge del Salto, pero al enterarse en una revista de la heroica hazaña de Jaime y sus amigos sobre el rescate a María Joaquina, lo comienza a apreciar y sentir orgullo de él, llegando al extremo de comprar todas las revistas donde salía el reportaje realizado al valiente Jaime. El padre de Jaime es hombre humilde pero de gran corazón y con muchos valores. En varias ocasiones, Jaime hace un esfuerzo casi sobrehumano para poder tener sus apuntes en orden y sacar buenas calificaciones, pero la mayor parte de sus tramas son relacionadas con castigos que le ponen por exámenes reprobados o el incidente de los cigarros, donde lo castigan sin comer. 
Su frase característica es "¡Me hierve la cabeza!".

### Pablo Guerra
Pablo (Mauricio Armando) es el niño travieso de la clase, aunque muchas veces sus bromas se pasan de la raya, acostumbra molestar a su hermana Marcelina y a hacerle bromas pesadas a Cirilo aprovechándose de su ingenuidad tales como venderle una pomada para hacerse blanco o una pelota con la cara de Pelé que era falsificada.  Además de Cirilo, varias de las niñas fueron víctimas de sus maltratos obligándolas a acusarlo con la maestra Ximena, Pablo, a su vez, se venga de las niñas. En los últimos capítulos, es expulsado de la Patrulla Salvadora por estafar a Cirilo y a Margarita haciéndoles creer que les consiguió citas con María Joaquina y Daniel respectivamente, su expulsión no fue tomada del todo grata, ya que fue a pedirle explicaciones a Daniel (el líder de la Patrulla Salvadora) y este le dio sus razones, lo que genera que Pablo desee pegarle a Daniel por no estar de acuerdo con las razones de su expulsión, al final aparece Jaime y lo lanza a la calle de un solo empujón.
A pesar de que a Pablo se le recuerda por las constantes bromas que realizaba a sus compañeros de clase, también tenía su lado bueno, el mejor caso es cuando tuvo que hacerse pasar por "Renato", el nieto de una señora que no estaba convencida de que murió en un accidente.
La característica de Pablo es su risa, que es como imitar a un delfín.

### Marcelina Guerra
Marcelina (Georgina García) es la hermana de Pablo y su contraparte a la vez, dulce y buena persona. Tiene que vivir con el tormento de que Pablo la esté molestando constantemente, pero también lo quiere. Las varias veces que esté molesto y feliz, lo adora como es. También se molesta con su hermano cuando él dice burradas..

### Daniel Zapata
Daniel (Abraham Pons) es un niño inteligente, atento y el estudiante ejemplar, no se deja llevar por las malas influencias. Es el líder del grupo, no puede ver el sufrimiento de un amigo o que esté en problemas. Por lo tanto, fundó la "Patrulla Salvadora", compuesta por sus compañeros de clase. Daniel es uno de los compañeros más queridos por las niñas, en el comienzo de novela a María Joaquina le gusta Daniel, que decía ser su príncipe azul, pero dejó de gustarle después de que Jorge entró en la escuela. Laura también sentía un gran afecto por él y Margarita quería que fuera su novio, pero terminaron solo como amigos porque él le dijo no tenía la edad para tener novia.

### Carmen Carrillo
Carmen (Flor Edwarda Gurrola) es una niña noble, amable y cariñosa que tiene que soportar la difícil situación que enfrentan día a día sus padres para lograr salir adelante en su hogar, además ella se gana el cariño de sus compañeros en la escuela y es excelente en sus notas. Su padre Federico, logra muy pronto salir de la pobreza en la que vivía para tener un mejor porvenir. Carmen sufre un ataque de apendicitis que no había informado para no dar problemas a sus padres, la situación se agrava y necesita ser operada de inmediato por el padre de María Joaquina. Otras anécdotas de ella en la trama son cuando es invitada a la fiesta de primera comunión de su prima rica, quien exigió que sus invitados debían vestir de blanco de pies a cabeza, pero Carmen no tenía dinero para ropa nueva y sus padres no podían pagar por él. Pero al final, la Patrulla Salvadora dio paso a la situación y una vez más demostró lo mucho que están unidos y consiguen lo que Carmen necesita. Era la más sentimental del grupo y sus participaciones siempre iban acompañadas con música melancólica.

### Jorge del Salto
Jorge (Rafael Omar) es un niño rico, presumido y consentido por su madre que cree ser superior a todos los niños por su condición económica, teniendo empatía solo con María Joaquina, quien es la única a la que considera de su clase. La primera vez que tiene contacto con María Joaquina es cuando la va a visitar y llega con un ramo de rosas blancas de regalo, a su vez, Cirilo le lleva un grillo (para que le diera suerte a María Joaquina), terminando con el grillo escapando y María Joaquina asustada, echando Jorge a Cirilo a empujones de la casa de María Joaquina. Después, entre los de la Patrulla Salvadora, deciden darle una lección a Jorge y lo llevan a la casa abandonada para que pelee con Cirilo, después Cirilo gana y le exige a Jorge pedir perdón, no quedando conforme, le dice a sus padres que entre Cirilo y todos los miembros de la patrulla salvadora, lo golpearon (coludido con María Joaquina quien miente para darle el favor a Jorge), yendo el padre de Jorge a pedirle explicacioes al padre de Cirilo que termina castigándolo, al final se sabe la verdad y el padre de Jorge reprende a su hijo por tener esa actitud soberbia con sus pares. Es por eso que lo retira del colegio A1 al que asistía y lo matricula en el segundo año de la Maestra Ximena. A Jorge siempre se le veía arriba de un miniauto Mercedes Benz, y una vez fue desafiado por Cirilo conduciendo un Porsche a una carrera en el autódromo "Hermanos Rodríguez",  No sin antes, mandar a dos de sus amigos a romperle la caja de velocidades del auto de Cirilo para que desistiera de la carrera. Al final, la carrera fue ganada por Cirilo, ante la algarabía de toda su pandilla y después de la celebración, Laura reconoce a los dos amigos de Jorge que le dañaron el auto a Cirilo, terminando maltrechos por una paliza que les fue dada por Jaime.   
Enemigo de todos los de la Patrulla Salvadora al realizar sus hazañas, Jorge acostumbraba delatarlos, ya sea acusándolos a la señora Orraca o haciendo llamadas anónimas colocando un pañuelo en la bocina del teléfono para que su voz no fuera reconocida, incluso fue a acusar a Fermín por ayudar a los niños a colocar una escalera para que todos los días algún miembro de la Patrulla Salvadora fuera a visitar a Clementina, lo que genera que Fermín sea despedido de su trabajo. Los de la Patrulla Salvadora se enteran de esto y como castigo, lo esperan en una plaza y comienzan a lanzarle barro tanto a él como a su auto, al final de la serie cambia de actitud y se hace amigo de los de la Patrulla Salvadora.

### Mario Ayala
Mario (Gabriel Castañón) es un niño de condición humilde que vive con su padre y su madrastra, esta última una mujer maltratadora que vive atormentando a Mario ya que no lo considera su hijo. Al llegar por primera vez a la escuela, responde de mala manera a la maestra Ximena, la cual sale de la sala llorando, esto hace que sea duramente castigado por sus compañeros (llegando incluso a amarrarle las piernas con las correas de los bolsos de los alumnos), tiempo después se convierte en el brazo derecho de Pablo Guerra con el cual planean varias bromas pesadas para realizárselas especialmente a Cirilo.
Mario tiene un profundo amor por los animales, en especial por su perro "Rabito" al cual considera más que una mascota, su mejor amigo, y a la hora de defender a los animales es capaz de todo, como en la ocasión cuando el hermano de su madrastra tenía deseos de comerse el conejo que su papá le regaló y Mario comienza a amenazarlo con golpearlo con una pala.

### Alicia Guzmán
Alicia (Silvia Guzmán) es otra de las niñas que asiste al segundo año de la maestra Ximena, siendo muy amiga de todas las niñas del salón de clases, donde comparte varias aventuras con ellas, en una ocasión, sufre de un ataque de apendicitis lo que hace ser operada de urgencia por el padre de María Joaquina, en su estadía en el hospital, es visitada primero por Mario Ayala quien le lleva un bello pero humilde ramo de flores, y luego por Jorge del Salto quien le llevaba un ramo de rosas blancas y al ver el ramo de flores que le llevó Mario, hace un comentario despectivo de ellas, es entonces que Alicia le exige el ramo de rosas a Jorge y se los lanza a la basura.

### Margarita Garza
Margarita es una niña oriunda de Monterrey que llega a vivir a Ciudad de México en compañía de su mamá, como característica propia, usaba un uniforme diferente al de los niños de la escuela en Ciudad de México (Usaba el uniforme de la sede de la Escuela Mundial de Monterrey) con chamarra y botas vaqueras. A su llegada es cortejada por David para sacarle celos a Valeria ya que esta última estaba enojada con el "Melenudo", pero al final se convierten en grandes amigas.
En los últimos episodios, Margarita se enamora de Daniel Zapata y le pide a Pablo Guerra que le ayude a tener una cita con él, pero es engañada por este último, siendo descubierto y expulsado de la Patrulla Salvadora, al final, Daniel le dice a Margarita que no están en edad de ser novios pero sí pueden ser amigos.

### Clementina Suárez
Clementina (Erika Garza) es una niña que en un principio estuvo en el segundo año de la maestra Ximena, pero tuvo que abandonar los estudios debido a que sus padres sufrieron un accidente de tránsito y se encontraban hospitalizados en Guadalajara. Clementina queda a cargo de las tías de su padre Matilde y Rosa, que prácticamente la tenían encerrada en la casa sin que tuviera amigos, sus tías le dictaban cartas explicándole a sus padres que en compañía de ellas estaba protegida y no la dejaba hacer nada, hasta que un día mientras los niños de la escuela practicaban béisbol, se les cae la pelota a la casa de Clementina (que quedaba detrás de la escuela) y ahí la conocen además de su problema y los miembros de la Patrulla Salvadora, se turnaban para ir a visitarla mientras su tías no estaban en la casa, trepando desde una escalera colocada por Fermín y siendo avisados en el momento por otro miembro de la Patrulla Salvadora, de la llegada de las tías, haciendo sonar unos platillos.
Cansada de estar siempre encerrada y el que hayan echado a la calle a su gatito "Safari", obsequio de parte de Mario, Clementina decide en una ocasión escaparse de su casa e ir a quedarse a la "Casa Abandonada", al final se encuentra con sus padres y se va a vivir con ellos y su gatito.

## Elenco

### Niños
- Joseph Birch - David Ravinovich
- Gabriel Castañón - Mario Ayala
- Hilda Chávez - Laura Quiñones
- Flor Edwarda Gurrola - Carmen Carrillo
- Manuel Fernández - Adrián García
- Georgina García - Marcelina Guerra
- Silvia Guzmán - Alicia Guzmán
- Jorge Granillo - Jaime Palillo
- Kristel Klitbo - Valeria Ferrer
- Mauricio Armando - Pablo Guerra
- Karin Nisembaum - Bibi Smith
- Ludwika Paleta - María Joaquina Villaseñor
- Abraham Pons - Daniel Zapata
- Yoshiki Takiguchi - Kokimoto Mishima
- Pedro Javier Vivero - Cirilo Rivera
- Rafael Omar - Jorge del Salto
- Aline Bernal - Clementina Suárez
- Erika Garza - Margarita Garza
- Ramón Valdez Urtiz - Abelardo Cruz

### Adultos
- Gabriela Rivero - Maestra Ximena Fernández[1]
- Augusto Benedico - Don Fermín (#1)
- Armando Calvo - Don Fermín (#2)
- Odiseo Bichir - Federico Carrillo
- Rebeca Manríquez - Inés de Carrillo
- Johnny Laboriel - José Rivera
- Verónika con K - Belén de Rivera
- Arturo García Tenorio - Ramón Palillo
- Adriana Laffan - Luisa de Palillo
- Álvaro Cerviño - Dr. Miguel Villaseñor
- Karen Sentíes - Clara de Villaseñor (#1)
- Kenia Gascón - Clara de Villaseñor (#2)
- David Ostrosky - Isaac Ravinovich (#1)
- Gerardo Paz - Isaac Ravinovich (#2)
- Rossana Cesarman - Rebeca de Ravinovich
- Beatriz Moreno - Directora Felicia Orraca
- Raquel Pankowsky - Maestra Matilde Mateuche
- Alejandro Tommasi - Alberto del Salto
- Cecilia Gabriela - Roxana de del Salto
- Marcial Salinas - Germán Ayala
- Beatriz Ornella - Natalia de Ayala
- Óscar Narváez - Ricardo Ferrer
- Bárbara Córcega - Elena de Ferrer
- Ismael Larumbe - Roberto Guerra
- Erika Magnus - Isabel de Guerra
- Manuel Guízar - Sr. Marcos Morales
- Yula Pozo - Juanita
- Janet Ruiz - Maestra Susana Bustamante
- Pituka de Foronda - Sara Ravinovich
- Blanca Torres - Toña
- Rosa María Moreno - Doña Carla
- Ada Carrasco - Tía Matilde
- Queta Carrasco - Tía Rosa
- Ignacio Retes - Sr. Ortiz
- Tony Carbajal - Elías
- Lupita Sandoval - Dorotea
- Andrea Legarreta - Aurelia[2]
- Dina de Marco
- José Luis Yaber
- Luisa Huertas - Maestra Gloria Beltrán
- Luis Enrique Roldán - Profesor René Marciano
- Carmen Sagredo
- Julián Bravo - Mariano Zapata
- Josefina Escobedo
- Lili Inclán
- Ana María Aguirre
- Jorge Pascual Rubio
- Perla de la Rosa
- Jesús Manuel Casher
- Ada Croner
- Manuel Ávila
- Armando Franco
- Roberto Porter
- Lizzeta Romo
- José Luis Duval
- Frank Méndez
- Alejandro del Castillo
- Arturo Lorca

## Equipo de producción
- Original de: Abel Santa Cruz
- Adaptación: Claudia Esther O'Brien
- Libreto: Lei Quintana
- Versión: Valeria Phillips
- Edición literaria: Dolores Ortega
- Evaluación script: Verónica Pimstein
- Coordinación literaria: Gabriela Ortigoza, Lourdes Barrios
- Tema musical: Carrusel
- Intérpretes: Astrid Morales, Jessica Morales y elenco infantil
- Música original: José Antonio "Potro" Farías
- Diseño de vestuario: Raquel Parot
- Escenografía: Darío Rangel
- Ambientación: Patricia de Vicenzo, Gabriela Lozano
- Musicalización: Luis Alberto Diazayas
- Iluminación: Juan López
- Editores: J.R. Navarro, Claudio González, Alberto Rodríguez
- Supervisión: Ignacio Sada Madero
- Dirección de diálogos: Juan Carlos Muñoz, Víctor Hugo Saldierna
- Jefes de producción: María de Jesús Arellano, María Luisa Solís, Izamary Mendoza
- Coordinación de producción: Maricarmen Solá, Pablo Martínez de Velasco
- Reparto: Arturo Guízar
- Co-productor: Salvador Mejía
- Director de cámaras: Albino Corrales
- Director de escena: Pedro Damián
- Productoras asociadas: Angelli Nesma Medina, Verónica Pimstein
- Productor: Valentín Pimstein

## Contexto social

### Religión
La novela se desarrolla en un escenario estrictamente católico. Cirilo, por ejemplo, hijo de un carpintero llamado José, le dedicaba oraciones diarias a su santo preferido, San Martín de Porres, pidiéndole generalmente dinero.
Aunque en algunas ocasiones se puede ver a David realizando sus ritos de judaísmo. Incluso durante una de sus clases de Tora, ocurrida tras un partido de fútbol donde Pablo soborna a Jaime para que pite en contra del equipo rival y ganen el partido, David aprende la lección de la historia de Esaú y Jacob para que después su padre le pregunte el nombre de los profetas.

### Racismo
Bastante presente en la serie, el racismo es abordado de manera prácticamente constante, acompañado del estereotipo estándar: Los niños nacidos en cuna de oro inferiorizando y manteniéndose a distancia de los compañeros pobres y no blancos. También hay muestras de antisemitismo entre algunos niños y el sentimiento resultante (ej. la madre de David mostrando indignación por la amistad entre David y Valeria), sentimiento que se disipó con el desarrollo de la novela.

### Valores
Todos los padres de los alumnos poseen valores de bondad e igualdad, exceptuando a la madrastra de Mario y la mamá de Jorge Del Salto. El padre de Jorge Del Salto (Después del incidente que Jorge tuvo con Cirilo) y los padres de María Joaquina, por ejemplo, tratan con igualdad y benevolencia a todos los otros padres pobres, los cuales también son generalmente un ejemplo de amor y dedicación con sus hijos.

### Amor
Toda la historia se desarrolla durante el segundo grado de la primaria, con niños alrededor de los 8 años de edad (en realidad las edades de algunos de ellos rondaban en ese momento los 10 y 11 años). Sin embargo, varios llegaron a enamorarse y coquetearse entre sí como Valeria y David.
En esta adaptación el interés amoroso para el personaje de la maestra Jimena fue sustituido por el amor maternal que le da a sus alumnos.

## Versiones
- Carrusel es un remake de la telenovela argentina Señorita maestra, producida por ATC entre 1983 y 1985 y protagonizada por Cristina Lemercier, la cual se basó en la serie de los años 70 Jacinta Pichimahuida; ambas historias fueron creadas por Abel Santa Cruz.
- En 1992 Valentín Pimstein realizó una secuela de esta telenovela titulada Carrusel de las Américas, producida por Televisa y protagonizada por Gabriela Rivero, Ricardo Blume y Saby Kamalich. Esta versión estuvo orientada a que los niños aprendieran más sobre el origen y desarrollo de los países iberoamericanos con motivo del 500 Aniversario del Descubrimiento de América. La historia tenía personajes de otras telenovelas como fue el caso de La pícara soñadora.
- En 2002 Televisa realizó una nueva versión titulada ¡Vivan los niños!, producida por Nicandro Díaz y protagonizada por Andrea Legarreta, Eduardo Capetillo y Joaquín Cordero.
- Brasil realizó su propia adaptación titulada Carrossel, emitida por SBT en 2012 y protagonizada por Rosanne Mulholland y Fernando Benini.

## Tema musical
- El tema musical original era Carrusel de la autoría y musicalización de José Antonio "Potro" Farías, mismo que fue interpretado por Astrid y Jessica Morales con el elenco infantil en los coros. No obstante, en otros países se utilizó el tema Ilariê interpretado por Xuxa. En Venezuela también se utilizó el tema Enamorada yo de ti interpretada por Las Payasitas Nifu Nifa. En Brasil, el tema fue la canción Carro-Céu, interpretada por un grupo de payasos brasileños llamados Super Feliz.

## Premios y nominaciones

### Premios TVyNovelas 1990
| Categoría             | Nominado(a)    | Resultado |
| --------------------- | -------------- | --------- |
| Mejor actriz infantil | Ludwika Paleta | Ganadora  |
| Mejor actor infantil  | Jorge Granillo | Ganador   |